# Dijonská církevní provincie

Církevní provincie Dijon na mapě Francie

Církevní provincie Dijon je římskokatolickou církevní provincií, ležící v regionu Burgundsko-Franche-Comté ve Francii. V čele provincie stojí arcibiskup–metropolita z Dijonu. Provincie vznikla 8. prosince 2002, kdy byla povýšena dijonská diecéze na arcidiecézi. Současným metropolitou je arcibiskup Roland Minnerath.

## Historie
Provincie vznikla spolu s povýšením diecéze Dijon na metropolitní arcidiecézi 8. prosince 2002, se třemi sufragánními diecézemi a jednou teritoriální prelaturou. Před povýšením dijonské diecéze na arcidiecézi, existovala senská církevní provincie, která byla při vzniku dijonské provincie zrušena a arcidiecéze Sens se sama stala sufragánní arcidiecézí.

## Členění
Území provincie se člení na tři diecéze a jednu teritoriální prelaturu:
- Arcidiecéze dijonská, založena 9. dubna 1731, na arcidiecézi povýšena 8. prosince 2002
  - Arcidiecéze Sens, založena v 1. století, na metropolitní arcidiecézi povýšena ve 3. století, od 8. prosince 2002 není metropolitní arcidiecézí
  - Diecéze Autun, založena ve 3. století
  - Diecéze neverská, založena ve 4. století
  - Teritoriální prelatura Mission de France, sídlo v Pontigny, založena 15. srpna 1954